# Циметидин
Циметидин — синтетичний препарат, що є похідним гуанідину та належить до блокаторів H2-гістамінових рецепторів І покоління, для перорального та парентерального застосування. Циметидин є першим препаратом із групи Н2-гістаміноблокаторів. Натепер циметидин вважається застарілим препаратом у зв'язку із частими побічними ефектами та синтезом нових, більш безпечних та ефективніших препаратів із груп блокаторів Н2-гістамінових рецепторів та блокаторів протонної помпи. Дослідження препаратів цієї групи розпочалися у Великій Британії у 60-х роках ХХ століття у лабораторії фірми «Smith, Kline & French» (що пізніше стала частиною компанії GlaxoSmithKline), та у 70-х роках синтезовано препарат циметидин, який був допущений для використання у Великій Британії з 1976 року, а у США із 1979 року під торговою маркою «Тагамет». За розробку нової групи лікарських препаратів керівник групи дослідників Джеймс Блек отримав Нобелівську премію з фізіології та медицини у 1988 році.

## Фармакологічні властивості
Циметидин — синтетичний препарат, що є похідним гуанідину та належить до групи блокаторів H2-гістамінових рецепторів І покоління. Механізм дії препарату полягає у пригніченні секреції шлункового соку, що пов'язано з блокадою рецепторів гістаміну ІІ типу, які розміщені у слизовій оболонці стінки шлунку. Циметидин пригнічує секрецію соляної кислоти парієтальними клітинами слизової оболонки шлунку; у тому числі як спонтанну (базальну), так і стимульовану їжею, гістаміном, гастрином, пентагастрином, кофеїном та менш виражено — й ацетилхоліном, переважно за рахунок зниження базальної та нічної секреції соляної кислоти. Циметидин також пригнічує активність ферменту шлункового соку пепсину. Циметидин, як і інші H2-гістаміноблокатори, сприяє активації кровообігу у слизовій оболонці шлунку, підвищує секрецію бікарбонатів, сприяє відновленню клітин епітелію слизової оболонки шлунку та збільшує синтез простагландинів у слизовій оболонці шлунку. На відміну від H1-гістаміноблокаторів, циметидин не має адренергічної активності, антихолінергічної активності, не має місцевоанестезуючої активності та практично не має седативного ефекту, оскільки погано проникає через гематоенцефалічний бар'єр. Циметидин має здатність пригнічувати мікросомальні ферменти печінки та гальмувати метаболізм частини лікарських препаратів (варфарину, фенітоїну, теофіліну, циклоспорину, аміодарону та інших антиаритмічних препаратів, еритроміцину). Експериментально доведено ефективність циметидину при деяких варіантах колоректального раку. На початку досліджень фармакологічних властивостей циметидину рекомендувалось його застосуваннях при різноманітних шкірних захворюваннях. В експериментальних дослідженнях доведена ефективність циметидину при оссифікуючому тендовагініті плечового суглобу. Циметидин пригнічує вироблення внутрішнього антианемічного чинника Кастла та має антиандрогенну дію, що пов'язана із витісненням зі зв'язку з рецепторами клітин тестостерону, та може проявлятись у тому числі імпотенцією. Циметидин може також впливати на метаболізм естрогенів та підвищувати їх концентрацію у плазмі крові.

### Фармакокінетика
Циметидин швидко всмоктується при прийомі всередину, але біодоступність препарату складає лише 60% при пероральному застосуванні. Максимальна концентрація циметидину досягається протягом 45—90 хвилин після перорального прийому препарату, дія препарату триває до 5 годин. Препарат погано (до 20—25%)зв'язується з білками плазми крові. Циметидин краще за інші Н2-гістаміноблокатори проникає у більшість органів та тканин організму, але погано проникає через гематоенцефалічний бар'єр. Циметидин проникає через плацентарний бар'єр та виділяється в грудне молоко. Препарат частково метаболізується у печінці з утворенням неактивних метаболітів. Виводиться циметидин із організму переважно із сечею в незміненому вигляді, частково у вигляді неактивних метаболітів. Період напіввиведення препарату складає близько 2 годин, цей час може збільшуватися при важких порушеннях функції печінки та нирок.

## Показання до застосування
Циметидин застосовувався при виразковій хворобі шлунку та дванадцятипалої кишки, синдромі Золлінгера-Еллісона, панкреатиті, шлунково-кишковій кровотечі та станах, при яких спостерігається підвищена кислотість (гастрит, дуоденіт, гастроезофагеальна рефлюксна хвороба), а також для профілактики синдрому Мендельсона.

## Побічна дія
Циметидин частіше за інші блокатори H2-гістамінових рецепторів може спричинити побічні реакції у зв'язку із вищою ліпофільністю препарату та кращою проникністю у тканини організму. Загальна частота побічних ефектів при застосуванні циметидину складає 3,2%. При застосуванні циметидину спостерігалися наступні побічні ефекти:
- Алергічні реакції — нечасто висипання на шкірі, кропив'янка, бронхоспазм, гарячка.[1][7]
- З боку травної системи — нечасто діарея або запор, нудота, блювання, гепатит.[1][2]
- З боку нервової системи — рідко (0,05—0,1%) головний біль, головокружіння, сонливість, загальна слабість, психоз, депресія, парестезії, делірій[1][2][5], галюцинації, судоми.[7]
- З боку серцево-судинної системи — рідко (частіше в осіб похилого віку та в осіб, що мають порушення серцевої діяльності) — аритмії, брадикардія, атріовентрикулярна блокада, посилення симптомів серцевої недостатності та стенокардії, при внутрішньовенному введенні — артеріальна гіпотензія.[2][7]
- Інші побічні ефекти — нечасто гінекомастія, імпотенція, зниження лібідо, гіперпролактинемія, інтерстиціальний нефрит, міалгії.[1][7]
- Зміни в лабораторних аналізах — рідко спостерігаються гемолітична анемія, нейтропенія, гранулоцитопенія, підвищення активності амінотрансфераз в крові.[1][2]

При різкій відміні циметидину спостерігається синдром відміни препарату, який проявляється загостренням виразкової хвороби з імовірним розвитком перфоративної виразки шлунку або дванадцятипалої кишки.
Циметидин є інгібітором мікросомальних ферментів печінки, тому пригнічує метаболізм та підвищує концентрацію в крові інших лікарських препаратів — бета-блокаторів, блокаторів кальцієвих каналів (ніфедипіну), антиаритмічних препаратів (аміодарону, хінідину, пропафенону, новокаїнаміду, лідокаїну), циклоспорину, варфарину, діазепаму, трициклічних антидепресантів, теофіліну, фенітоїну, частини антибіотиків (еритроміцину, метронідазолу) та частини антиретровірусних препаратів (делавірдину, маравіроку) При застосуванні циметидину також підвищується концентрація у крові силденафілу. При застосуванні циметидину знижується виділення з організму метадону.

## Протипокази
Протипоказами до застосування циметидину є підвищена чутливість до препарату, виражені порушення функції печінки та нирок, вагітність та годування грудьми. Циметидин застосовується у дітей віком від 14 років.

## Форми випуску
Циметидин випускався у вигляді таблеток по 0,2; 0,3; 0,35; 0,4; 0,6; 0,8 г; желатинових капсул по 0,2 та 0,3 г; 4% сиропу для прийому всередину та ампул по 2 мл 10% розчину. Станом на 2015 рік в Україні не зареєстрований.